# William Baines
William Baines (Horbury (Yorkshire), 26 de març, 1899 - York (Yorkshire), 6 de novembre,e 1922), va ser un pianista i compositor anglès que va escriure més de 150 obres per a piano sol i diverses obres orquestrals més importants abans de la seva mort prematura per tuberculosi als 23 anys.

## Biografia
Baines provenia d'una família musical. El seu pare era pianista de cinema i organista en una capella metodista primitiva. Animat pels seus pares, Baines va començar a prendre classes de piano de ben jove i va rebre classes formals al "Yorkshire Training College of Music de Leeds", tot i que el seu estil compositiu posterior va ser en gran part autodidacta. El 1913 la família es va traslladar a Cleckheaton i, mentre era allà, Baines va assistir als concerts de la "Bradford Permanent Orchestral Society" i es va familiaritzar amb el repertori orquestral bàsic. La família es va traslladar a York el 1917, on, als 18 anys, Baines es va convertir en músic professional i va oferir el seu primer recital públic de piano, en què es van escoltar diverses de les seves composicions originals. Va compondre una simfonia que no es va interpretar fins al 1991.
El 1918, Baines va ser reclutat per l'exèrcit britànic durant els darrers mesos de la Primera Guerra Mundial. Al cap de dues setmanes de ser cridat a files, va ser hospitalitzat a causa d'una intoxicació sèptica. La guerra havia acabat quan va rebre l'alta i la seva salut, ja delicada, no es va recuperar mai del tot. Mentrestant, les seves composicions començaven a ser destacades. El març de 1920, el Dr. Arthur Eaglefield Hull, de Huddersfield, va escriure un article al British Music Society Journal on el declarava "un geni". El pianista Frederick Dawson (1868-1940) també es va interessar molt, incloent música de Baines als seus recitals.
Va continuar component i donant recitals fins uns mesos abans de la seva mort, tot i que el seu únic recital important fora de Yorkshire va ser a Bournemouth per invitació del director d'orquestra Sir Dan Godfrey el 1921.

## Llegat
La pianista Lilian Evetts va interpretar la música de Baines a la dècada del 1930.[5] Robert Keys va defensar la seva música per a piano a la dècada del 1950. Però no va ser fins a cinquanta anys després de la seva mort que l'artista de Yorkshire Richard Bell va instigar un renaixement més ampli de l'interès per Baines amb una publicació, dos recitals d'Eric Parkin i una exposició al Festival de Harrogate de 1972. Una biografia, "Goodnight to Flamboro"" de Roger Carpenter (amb il·lustracions de Bell), va seguir el 1977, publicada per Triad Press. Baines va ser objecte d'un drama de 90 minuts escrit per Martyn Wade per a BBC Radio 3, emès per primera vegada el 1989, anomenat "Goodnight to Flamboro", que va relatar els darrers mesos de la seva vida. La música de l'obra va ser interpretada per Simon Kenworthy. La seva Simfonia en do menor va ser estrenada per l'Orquestra Simfònica d'Airedale al Festival de Grassington el 1991.

## Obres
Malgrat la seva joventut, William Baines va completar aproximadament 150 obres, principalment en el gènere de la miniatura per a piano. Moltes de les seves peces per a piano s'inspiren en el món natural i sovint tenen títols descriptius. Baines tenia mans grans i les seves peces per a piano, influenciades per Skriabin, són difícils de tocar. Potser les seves composicions més conegudes són el retrat per a piano "Goodnight to Flamboro" i "The Lone Wreck", que comprenen la col·lecció Tides, que rep el nom de "Flamborough Head", el promontori de la costa de Yorkshire. Els seus Set Preludis de 1919 es consideren entre les seves millors composicions.
Les peces orquestrals inclouen la Simfonia en do menor, op. 10 (1917), un Poema per a piano i orquestra (1920), el Preludi d'un Ballet de Nines (1920) i poemes de dos tons, L'illa de les fades (1919) i Thoughtdrift (1921). La música de cambra inclou un Quartet de corda en mi major (1917–18), un Trio amb piano (1918) i una Sonata per a violí en sol major (1917–19).

## Enregistraments
Les seves obres per a piano han estat enregistrades dues vegades per Eric Parkin –una per al segell Lyrita i, més tard, una selecció més completa a Priory – i per Peter Jacobs (2021) i Duncan Honeybourne (2022, incloent-hi també les Cinc Cançons). Diverses obres de Baines (incloses algunes primeres gravacions) han estat enregistrades per Alan Cuckston, a "Swinsty Records".

## Obres seleccionades
Per conèixer aquestes moltes obres, aneu al seu arxiu de la Viquipèdia anglesa.